# Office Online
Office Online (раніше Office Web Apps) — це онлайн-пакет офісних додатків, який дозволяє користувачам створювати і редагувати файли, використовуючи полегшені вебверсії додатків Microsoft Office: Word, Excel, PowerPoint, OneNote. Крім цих додатків в пакет входять Sway, Outlook.com, OneDrive, додатки Люди і Календар. Корпоративна версія сервісу під назвою Office Web Apps Server може бути встановлена на приватні хмарні сховища, разом з такими сервісами, як Microsoft SharePoint, Microsoft Exchange Server і Microsoft Lync Server.

## Історія
Сервіс Office Web Apps вперше показали в жовтні 2008 року на конференції PDC 2008 року у Лос-Анджелесі. Кріс Капоссела, старший віце-президент бізнес відділу Microsoft, представив Office Web Apps як пакет полегшених версій додатків Word, Excel, PowerPoint і OneNote, який дозволяє створювати, редагувати і обмінюватися документами Office через звичайний браузер. За його словами, Office Web Apps покликаний стати доступною частиною Office Live Workspace. Було анонсовано, що Office Web Apps буде працювати за допомогою як AJAX, так і Silverlight, проте друге буде необов'язковим. Стівен Елоп, президент бізнес відділення Microsoft, сказав, що попередня версія Office Web Apps стане доступна протягом 2008 року. Однак попередня версія була випущена лише у вересні 2009 року.
13 липня 2009 року на конференції WPC в Новому Орлеані вперше були продемонстровані можливості Office Web Apps. Додатково було заявлено, що отримати доступ до Office Web Apps можна трьома шляхами: через Windows Live (замість раніше анонсованого Office Live Workspace), або через Microsoft SharePoint і Microsoft Online Services для бізнес-користувачів. Але бета-тестери Office 2010 не отримали доступ до Office Web Apps в обіцяний час — було сказано, що доступ буде відкритий протягом серпня 2009 року. Однак у серпні представник Microsoft сказав, що реліз попередньої версії Office Web Apps затримується, а продукт не буде доступний до кінця серпня.
Microsoft офіційно представила попередню версію Office Web Apps 17 вересня 2009 року. Office Web Apps був доступний тільки для обраних тестерів, через сервіс OneDrive (в той час Skydrive). Фінальна версія Office Web Apps стала доступна для користувачів 7 червня 2010 року, через Windows Live Office.
22 жовтня 2012 року Microsoft оновив Office Web Apps — з'явилася функція спільного редагування, покращилася продуктивність і з'явилася підтримка тактильних сенсорів.
6 листопада 2013 року Microsoft анонсувала такі функції, як спільне редагування в реальному часі і автозбереження в Word (замінює кнопку Зберегти).
В лютому 2014 року Office Web Apps зазнав ребрендингу — його перетворили на Office Online і він став частиною інших вебсервісів Microsoft, включаючи Календар, OneDrive, Outlook.com і Люди. Microsoft вже робив спробу об'єднати всі онлайн-сервіси під брендом Windows Live, в 2005 році (за зразком з Xbox Live). Однак у зв'язку з прийдешнім релізом Windows 8 і збільшенням потреби хмарних сервісів, Microsoft вирішив відмовитися від бренду Windows Live, щоб зробити акцент на тому, що тепер дані сервіси включені до складу Windows і не є просто доповненнями. Бренд Windows Live також критикували за те, що він включав в себе дедалі більше незв'язаних сервісів.
У листопаді 2014 року Office Online придбав функцію онлайн чату для спільних документів. У квітні 2015 року була додана інтеграція з хмарним сервісом Dropbox.

## Доступність
Для звичайних користувачів Office Online доступний безкоштовно — для цього необхідно зайти за допомогою облікового запису Microsoft на сайт Office.com, який також сумісний з сервісом OneDrive і Office Live Workspace. Корпоративні версії доступні через сервіс Office 365.
Office Online підтримує всі популярні браузери, в тому числі Internet Explorer 9 і вище, Microsoft Edge, Google Chrome, Firefox, а також Safari для OS X 10.6 і вище.
Зручно тим, що в Office Online використовується оновлений інтерфейс Microsoft Office 2016, а також тим, що якщо у когось немає на комп'ютері офісних додатків, можна скористатись цій онлайн-версією.